# یانوشیک
یانوشیک (به صربی: Janošik) یک منطقهٔ مسکونی در صربستان است که در الیبونار واقع شده‌است. یانوشیک ۱٬۱۷۱ نفر جمعیت دارد و ۷۵ متر بالاتر از سطح دریا واقع شده‌است.